# Autostrada A432 (Franța)
Autostrada A432 leagă A46 (pe teritoriul comunei Miribel) de A43 (comuna Saint-Laurent-de-Mure), deservind aeroportul Lyon–Saint Exupéry și suburbiile estice ale Lyonului (Meyzieu, Décines-Charpieu, Villette-d'Anthon, Pont-de-Chéruy, Charvieu-Chavagneux etc.).
Un nod rutier situat la La Boisse permite conexiunea cu A42.
Este al treilea și cel mai exterior inel de centură estic al Lyonului, celelalte două fiind bulevardul periferic și A46.

## Istoric

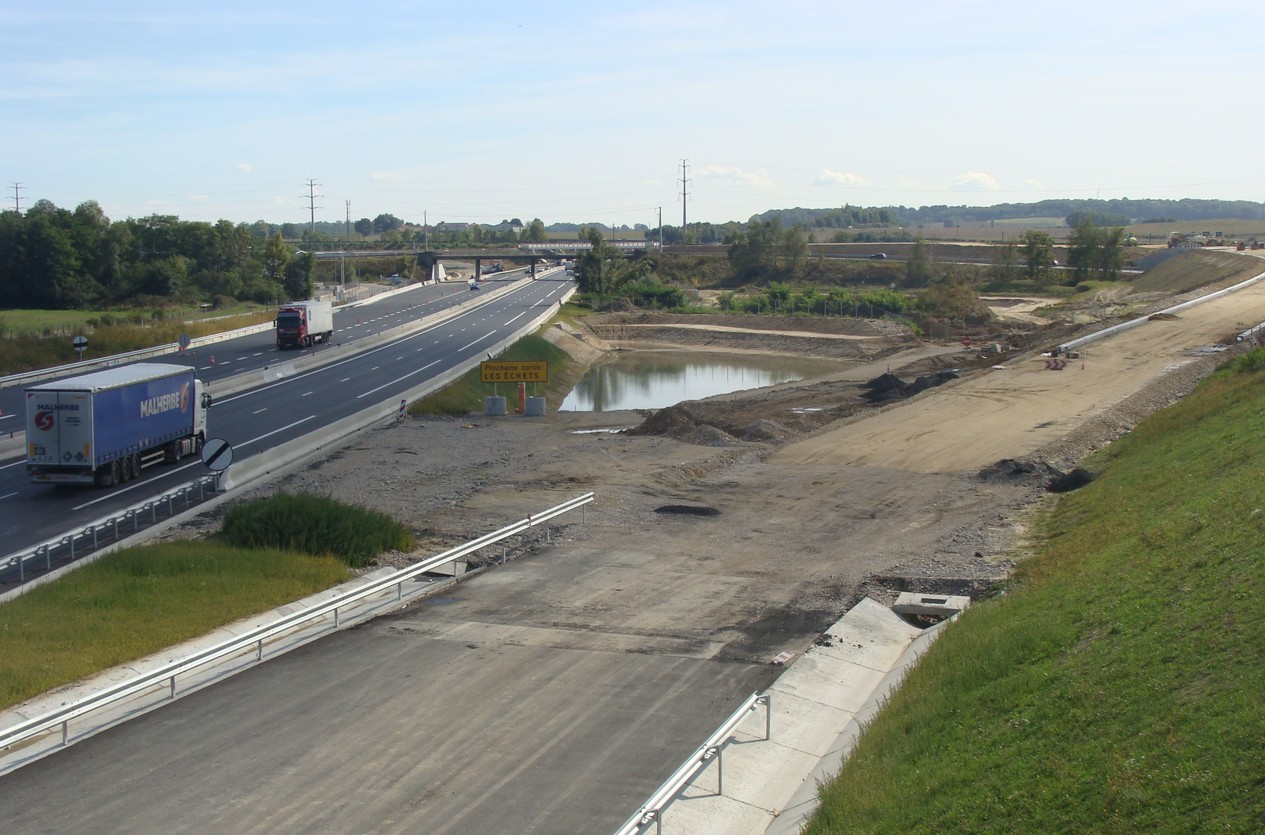
Lucrările de terasament ale A432 la nivelul bifurcației de pe A46, în zona Échets (sens nord-sud), în octombrie 2010.

- 1975: Darea în folosință a primului tronson, între A43 (Poulieu-Sud) și Saint-Laurent-de-Mure, pentru a deservi aeroportul Lyon-Satolas (numele de atunci) dinspre sud. Inițial, acest tronson a fost numit A430.
- 1991: Darea în folosință a tronsonului dintre A42 (La Boisse) și Villette-d'Anthon, pentru a asigura accesul la aeroport dinspre nord. Acest tronson a fost realizat în paralel și simultan cu LGV Rhône-Alpes.

Secțiunea nordică, până la podul peste Ron (inclus), este cu dublu sens pe o singură bandă.
Jumătatea sudică, spre aeroport, este construită direct cu 2 × 2 benzi.
- 2003: Realizarea conexiunii între tronsoanele nord și sud printr-o nouă secțiune cu 2 × 2 benzi, care trece la est de aeroport.

Secțiunea nordică este, de asemenea, extinsă integral la 2 × 2 benzi.
Segmentul sudic, între A43 și ieșirea 5, este lărgit la 2 × 3 benzi.
- 2011: Ultimul tronson, cu o lungime de 12 km, între Miribel-Les Échets și La Boisse, este dat în folosință pe 10 februarie 2011.

Acesta leagă autostrada A42 de autostrada A46-Nord, cu 18 km înainte de conexiunea acesteia cu A6.
Lucrările au inclus construirea viaductului de la Côtière, cu o lungime de 1 210 m².
Tronsonul a fost realizat în continuare paralel cu LGV Rhône-Alpes.
- 2012-2013: Cele două bretele ale nodului rutier situat la capătul sudic al autostrăzii, care asigură conexiunea cu A43, au fost reconfigurate:
  - Una pentru sensul Chambéry/Grenoble ↔ Saint-Exupéry
  - Cealaltă pentru sensul invers

Lucrările au constat în lărgirea la 2 benzi a acestor bretele.
A fost necesară construirea unui nou pod peste A43, iar breteaua Saint-Exupéry ↔ Chambéry/Grenoble a fost realizată pe un traseu nou.
Această reconfigurare a fost proiectată pentru a permite viitoarea prelungire spre sudul Lyonului.

## Traseu
| De la A46 până la ieșirea 3, secțiunea este cu taxă, funcționând în sistem deschis, și este concesionată companiei APRR. | |              |
| A46 E15 E70 | |              |
| Intersecție | Nod rutier între A46 și A432: Villefranche-sur-Saône, Mâcon, Dijon, Paris (nod rutier parțial).                          | A46 E70      |
| A432 E70 | |              |
| | Trecerea din Métropole de Lyon în departamentul Ain.                                                                     |              |
| Intersecție | Nod rutier între A42 și A432: Strasbourg, Geneva, Bourg-en-Bresse; Lyon, Villefranche-sur-Saône.                         | A42 E611     |
| | Punctul de taxare La Boisse.                                                                                             |              |
| | Trecerea din departamentul Ain în departamentul Rhône.                                                                   |              |
| | Trecerea din departamentul Rhône în departamentul Isère.                                                                 |              |
| 3 - Pusignan | Orașe deservite: Aeroportul Lyon–Saint Exupéry, Meyzieu, Pont-de-Chéruy, Charvieu-Chavagneux.                            | RD332        |
| De la ieșirea 3 până la ieșirea 4, secțiunea este gratuită și este concesionată companiei APRR.                          | |              |
| | Trecerea din departamentul Isère în departamentul Rhône.                                                                 |              |
| | Trecerea din departamentul Rhône în departamentul Isère.                                                                 |              |
| | Trecerea din departamentul Isère în departamentul Rhône.                                                                 |              |
| 4 - Saint-Laurent-de-Mure                                                                                                | Orașe deservite: Saint-Laurent-de-Mure, Crémieu, Colombier-Saugnieu (nod rutier parțial).                                |              |
| De la ieșirea 4 până la A43, secțiunea este cu taxă, funcționând în sistem deschis, și este concesionată companiei AREA. | |              |
| 5 - Aéroport de Lyon - Saint-Exupéry                                                                                     | Orașe deservite: Aeroportul Lyon–Saint Exupéry, Saint-Laurent-de-Mure, Crémieu, Colombier-Saugnieu (nod rutier parțial). |              |
| A432 E70 | |              |
| Intersecție | Nod rutier între A43 și A432: Marsilia, Saint-Étienne, Lyon; Grenoble, Chambéry, L'Isle-d'Abeau.                         | A43 E70 E711 |
| | Punctul de taxare Saint-Exupéry (Doar în direcția Lyon).                                                                 |              |
| A43 E70 E711 | |              |